# Hometown (Wirginia Zachodnia)
Hometown – jednostka osadnicza w Stanach Zjednoczonych, w stanie Wirginia Zachodnia, w hrabstwie Putnam.